# Pamekasan
Pamekasan – miasto w Indonezji na wyspie Madura w prowincji Jawa Wschodnia; 92 tys. mieszkańców (2005).
Główny ośrodek administracyjny wyspy; we wrześniu i październiku odbywają się tu finały wyścigów byczych zaprzęgów (kerapan sapi), z których słynie Madura.